# Svart hjälmtörnskata
Svart hjälmtörnskata (Prionops retzii) är en fågel i familjen vangor inom ordningen tättingar.

## Utbredning och systematik
Svart hjälmtörnskata delas in i fyra underarter:
- Prionops retzii graculinus – förekommer i södra Somalia till östra Kenya och nordöstra Tanzania
- Prionops retzii tricolor – förekommer i Tanzania, Malawi, Zambia, Moçambique och norra KwaZulu-Natal
- Prionops retzii nigricans – förekommer i Angola till nordvästra Zambia och sydöstra Kongo-Kinshasa
- Prionops retzii retzii – förekommer i Transvaal till Zimbabwe, södra Zambia, Botswana, Namibia, Angola

Hjälmtörnskatorna i Prionops placerades tidigare i en egen familj. DNA-studier visar dock att de står nära vangorna och inkluderas allt oftare i den familjen.

## Status och hot
Arten har ett stort utbredningsområde, men tros minska i antal, dock inte tillräckligt kraftigt för att den ska betraktas som hotad. Internationella naturvårdsunionen IUCN listar arten som livskraftig (LC).

## Namn
Fågelns vetenskapliga artnamn hedrar den svenske anatomen och antropologen Anders Retzius (1796-1860).